# 海南環島高速道路
海南環島高速道路（かいなんかんとうこうそくどうろ、中国語: 海南地区环岛线高速公路）は、G98高速道路とも呼ばれ、中国南端の海南省にある高速道路で、全島を環状線で結んでいる。全長は612.8kmで、2010年8月にそれまで建設・開業が進んでいた東側・西側・北側・南側の高速道路を結んで、全体を環状道路としたもの。同島北の海口市と南の三亜市を結ぶ二つの普通道路、東回りのG223国道、西廻りのG225国道にほぼ沿っている。
建設には、一部を日本もODA資金で協力した。この高速道路のゼロ地点は海口市竜華区にあるインターチェンジで、時計回りで里程を示す。現在、海口市で瓊州海峡をフェリーで大陸と結んでいるが、将来ここに橋を建設する計画は、その建設はまだ始まっていない。

## 参照項目
- 高速道路
- 海南省の交通